# フェニックス電機
フェニックス電機株式会社（フェニックスでんき、英文社名：Phoenix Electric Co., Ltd.）は、兵庫県姫路市に本社を置くプロジェクター用ランプなどを製造、販売するメーカーである。プロジェクター用ランプの大手。露光装置用光源も製造している。
2009年に（旧）フェニックス電機（現・ヘリオス テクノ ホールディング）が持株会社となる際に、会社分割により新設された事業子会社である。

## 主力製品・事業
- プロジェクター用ランプ - 独自の製造方法「二重シール構造」を用いたSHP（超高圧水銀灯　Super High Pressure Mercury Lamp）
SHP_300W,SHP_270W,SHP_200W,SHP_150W
- バラスト（電源安定器） - プロジェクター用ランプ用の周辺機器
BALLAST
- 自動車用ハロゲンランプ - 自動車のヘッドランプ、テールランプ
H3,H4
- 一般照明用ハロゲンランプ - 演色性を向上するため、ブティック、宝石店のショーケースなどの陳列商品の照明に使うスポット用ランプ
JMR,JD,JDR
- 一般照明用メタルハライドランプ - 白熱電球や、ハロゲンランプ、水銀灯に比べて、高い演色性と高 効率を兼ね備えたランプ。
MH
- 加熱用ハロゲンランプ - オーブンレンジ等の加熱熱源、熱転写 プリンター用 ヒーターとして、機器メーカーの仕様に基づく特注品ランプ。

- 露光装置用光源

## 主要事業所
- 本社 - 兵庫県姫路市豊富町御蔭字高丸703番地
- 本社工場 - 兵庫県姫路市豊富町御蔭字高丸703番地
- 東京営業所 - 東京都港区西新橋2丁目4番12号 西新橋PR-EX3Ｆ
- 大阪営業所 - 大阪市淀川区西中島7丁目1番26号 オリエンタル新大阪ビル1Ｆ

## 沿革

### フェニックス電機株式会社（初代）
詳細はヘリオス テクノ ホールディング参照
- 1976年 - フェニックス電機株式会社（初代）を設立。
- 1989年 - 株式を店頭公開。
- 1995年 - 会社更生法適用申請。
- 1996年5月 - 株式店頭登録取消。
- 1998年 - 会社更生手続終結。
- 2002年12月 - JASDAQ市場再上場。
- 2005年4月 - 東京証券取引所2部上場。
- 2006年 - 東京証券取引所1部指定替え。
- 2009年 - フェニックス電機株式会社（初代）は持株会社となり、ヘリオス　テクノ　ホールディング株式会社に商号変更。

### フェニックス電機株式会社（2代・現法人）
- 2009年 - フェニックス電機株式会社（初代）から会社分割により新たにフェニックス電機株式会社（2代）を設立。

## 主要関係会社

### 子会社
- ルクス

### 親会社
- ヘリオス　テクノ　ホールディング